# オリ
オリ(ori)とはDNA複製開始のシグナルであるDNA塩基配列のことであり、単にオリジンともよばれる。E. coli の染色体のオリ（oriC）は長さおよそ250組のヌクレオチドで成り立っている。プラスミドのオリの塩基配列は oriC に類似している。これに対し、複製の終結点はter(termination)と呼ばれる。
対合の際、環形型遺伝子複製はFプラスミドの oriT（Tはトランスファー）から始まる。
真正細菌には1つ（複製）開始地点が、古細菌には1つの（複製）開始地点、または複数のレプリコンが、真核生物には複数のレプリコンがあり、それぞれにひとつずつオリがある。レプリコンの長さは40kb（酵母菌やショウジョウバエ）から300kb（植物）と差がある。
多くの生物のミトコンドリアDNAには2つのオリシーケンスがある。ヒトにおいてはDNA鎖の重さよりoriHとoriLとよばれ、それぞれが一重鎖複製の開始点である。